# Giovanni Radmilli
Giovanni Radmilli též Giovanni Battista Radmilli, chorvatsky Ivan Krstitelj Radmilli (14. srpna 1805 – ???), byl rakouský právník a politik z Dalmácie, během revolučního roku 1848 poslanec Říšského sněmu.

## Biografie
Roku 1849 se uvádí jako Johann Radmilli, doktor práv v Dubrovníku. V roce 1875 je uváděn jako prezident dubrovnické advokátní komory.
Během revolučního roku 1848 se zapojil do veřejného dění. Ve volbách roku 1848 byl zvolen i na ústavodárný Říšský sněm. Zastupoval volební obvod Dubrovník-venkov. Tehdy se uváděl coby doktor práv. Řadil se ke sněmovní levici.
Do politiky se znovu zapojil po obnovení ústavního systému vlády. V zemských volbách roku 1861 byl zvolen za poslance Dalmatského zemského sněmu a zasedal zde do roku 1867. Opětovně byl do zemského sněmu zvolen i v roce 1870. Patřil do politického proudu dalmatských autonomistů, tzv. autonomaši, nazývaných někdy pejorativně i talijanaši, kteří prosazovali multietnickou dalmatskou identitu a zůstávali napojení na italský kulturní okruh.
V letech 1861–1877 se v Dubrovníku připomíná jako advokát a majitel domu, v letech 1873-1877 jako president komory advokátů. Zemřel pravděpodobně roku 1877, přesné datum ani místo pohřbení nejsou známy.